# Anisocampium ×saitoanum
Anisocampium ×saitoanum là một loài dương xỉ trong họ Athyriaceae. Loài này được Sugim. M. Kato mô tả khoa học đầu tiên năm 2011.